# Indywidualne Mistrzostwa Ligi Juniorów na Żużlu 2012
Indywidualne Mistrzostwa Ligi Juniorów na Żużlu 2012 – zawody żużlowe, mające na celu wyłonienie medalistów indywidualnych mistrzostw Ligi Juniorów w sezonie 2012. W finale zwyciężył Kamil Adamczewski.

## Finał
- Leszno, 29 sierpnia 2012
- Sędzia: Krzysztof Meyze

| Msc. | Zawodnik             | Klub                  | Pkt   |             |  |
| ---- | -------------------- | --------------------- | ----- | ----------- |  |
| 1    | Kamil Adamczewski    | Unia Leszno           | 14    | (3,3,3,3,2) |  |
| 2    | Piotr Pawlicki       | Unia Leszno           | 11 +3 | (2,3,d,3,3) |  |
| 3    | Mikołaj Curyło       | Polonia Bydgoszcz     | 11 +2 | (3,3,3,1,1) |  |
| 4    | Jakub Jamróg         | Azoty Tauron Tarnów   | 11 +1 | (1,2,2,3,3) |  |
| 5    | Krystian Pieszczek   | Lotos Wybrzeże Gdańsk | 11 +0 | (3,3,2,1,2) |  |
| 6    | Adam Strzelec        | Falubaz Zielona Góra  | 10    | (1,0,3,3,3) |  |
| 7    | Marcel Szymko        | Lotos Wybrzeże Gdańsk | 9     | (3,1,1,2,2) |  |
| 8    | Adrian Cyfer         | Stal Gorzów           | 8     | (0,2,1,2,3) |  |
| 9    | Rafał Malczewski     | Włókniarz Częstochowa | 8     | (0,2,3,2,1) |  |
| 10   | Marco Gaschka        | PGE Marma Rzeszów     | 8     | (2,2,2,1,1) |  |
| 11   | Patryk Dolny         | Betard Sparta Wrocław | 6     | (1,1,2,2,0) |  |
| 12   | Filip Marach         | Unia Leszno           | 3     | (2,t,0,1,0) |  |
| 13   | rez. Michał Piosicki | Unia Leszno           | 3     | (0,1,d,2)   |  |
| 14   | Łukasz Wieliński     | Polonia Bydgoszcz     | 2     | (2,u,d,0,0) |  |
| 15   | Łukasz Przedpełski   | Unibax Toruń          | 2     | (0,1,1,d,w) |  |
| 16   | Patryk Malitowski    | Betard Sparta Wrocław | 0     | (d,d,–,–,–) |  |
| 17   | Karol Jóźwik         | Polonia Bydgoszcz     | 0     | (w,–,–,–,–) |  |

Bieg po biegu:
1. Adamczewski, Pawlicki, Jamróg, Cyfer
2. Curyło, Wieliński, Dolny, Przedpełski
3. Szymko, Marach, Malitowski (d/start), Jóźwik (w/u)
4. Pieszczek, Gaschka, Strzelec, Malczewski
5. Curyło, Jamróg, Szymko, Strzelec
6. Pieszczek, Cyfer, Przedpełski, Piosicki
7. Adamczewski, Gaschka, Dolny, Marach (t)
8. Pawlicki, Malczewski, Wieliński (u2), Malitowski (d3)
9. Malczewski, Jamróg, Przedpełski, Marach
10. Curyło, Gaschka, Cyfer
11. Adamczewski, Pieszczek, Szymko, Wieliński (d4)
12. Strzelec, Dolny, Piosicki, Pawlicki (d1)
13. Jamróg, Dolny, Pieszczek
14. Strzelec, Cyfer, Marach, Wieliński
15. Adamczewski, Malczewski, Curyło, Piosicki (d4)
16. Pawlicki, Szymko, Gaschka, Przedpełski (d4)
17. Jamróg, Piosicki, Gaschka, Wieliński
18. Cyfer, Szymko, Malczewski, Dolny
19. Strzelec, Adamczewski, Przedpełski (w/2min)
20. Pawlicki, Pieszczek, Curyło, Marach
21. Bieg o 2. miejsce: Pawlicki, Curyło, Jamróg, Pieszczek